# 1976 (película)
1976 es una película dramática chilena dirigida por Manuela Martelli (en su debut como directora) y escrita por Martelli junto a Alejandra Moffat. Fue estrenada el 26 de mayo de 2022 en la Quincena de Realizadores del Festival de Cannes y en Chile el 20 de octubre de 2022. Fue seleccionada por su país para representar a Chile en los Premios Goya 2023.

## Sinopsis
1976, Chile. Carmen se va a la playa para supervisar la remodelación de su casa. Su marido, sus hijos y sus nietos van y vienen en las vacaciones de invierno. Cuando el sacerdote de su familia le pide que cuide a un joven que está alojando en secreto, Carmen se adentra en territorios inexplorados, lejos de la vida tranquila a la que está acostumbrada.

## Reparto
- Aline Kuppenheim como Carmen
- Nicolás Sepúlveda como Elías
- Hugo Medina como el Padre Sánchez
- Alejandro Goic como Miguel
- Carmen Gloria Martínez como Estela
- Antonia Zegers como Raquel
- Marcial Tagle como Osvaldo
- Amalia Kassai como Leonor
- Gabriel Urzúa como Tomás
- Luis Cerda como Pedro
- Ana Clara Delfino como Clara
- Elena Delfino como Elenita
- Mauricio Pesutic como Eugenio
- Francisco Ossa como Padre Rafael

## Premios y nominaciones
El filme ha recibido las siguientes nominaciones y galardones:
| Premio                                     | Categoría                        | Nominado          | Resultado | Ref(s) |
| ------------------------------------------ | -------------------------------- | ----------------- | --------- | ------ |
| Festival Internacional de Cine de Atenas   | Mejor director                   | Manuela Martelli  | Ganador   | [ 6 ]  |
| Festival Internacional de Cine de Atenas   | Mejor película                   | 1976              | Nominado  | [ 6 ]  |
| Festival Internacional de Cine de Bruselas | Premio del jurado                | 1976              | Nominado  | [ 7 ]  |
| Festival de Cannes                         | Caméra d'or                      | 1976              | Nominado  | [ 3 ]  |
| Premios Golden Rooster                     | Mejor película internacional     | 1976              | Nominado  |        |
| Festival de Cine de Jerusalén              | Mejor debut internacional        | Manuela Martelli  | Ganador   | [ 8 ]  |
| Festival de Cine de Londres                | Ópera Prima                      | 1976              | Ganador   | [ 9 ]  |
| Festival de Cine de San Sebastián          | Premio Horizontes                | Manuela Martelli  | Nominado  | [ 10 ] |
| Festival Internacional de Cine de Tokio    | Mejor actriz                     | Aline Kuppenheim  | Ganador   | [ 11 ] |
| Festival Internacional de Cine de Tokio    | Mejor película                   | 1976              | Nominado  | [ 11 ] |
| Festival Internacional de Cine de Valdivia | Mejor largometraje chileno       | 1976              | Ganador   | [ 12 ] |
| Premios Caleuche                           | Mejor actriz protagónica en cine | Aline Kuppenheim  | Ganadora  | [ 13 ] |
| Premios Caleuche                           | Mejor actor de soporte en cine   | Hugo Medina       | Ganador   | [ 13 ] |
| Premios Caleuche                           | Mejor actor de soporte en cine   | Nicolás Sepúlveda | Nominado  | [ 13 ] |
| Premios Goya                               | Mejor película Iberoamericana    | 1976              | Nominado  |        |
| Premios Platino                            | Ópera Prima                      | Manuela Martelli  | Ganadora  |        |